# Gornji Mušić
Gornji Mušić es un pueblo ubicado en el municipio de Mionica, distrito de Kolubara, Serbia.

## Superficie
Cuenta con una superficie de 8,891 kilómetros cuadrados.

## Demografía
Hasta 2022 la población era de 336 habitantes, con una densidad de población de 37,79 habitantes por kilómetro cuadrado.
| 794                                                             | 833 | 733 | 644 | 611 | 492 | 431 | 384 | 336 |
| (Fuente: Population statistics of Eastern Europe & former USSR) |     |     |     |     |     |     |     |     |